# Orangeville (Utah)
Orangeville ist eine Kleinstadt vom Typ einer City im Nordwesten des Emery County im US-Bundesstaat Utah und hat 1224 Einwohner (Stand: Volkszählung 2020). Orangeville liegt am Cottonwood Creek auf der Ostflanke des Wasatch Plateaus oberhalb seiner Zwillings-Stadt Castle Dale, dem County Seat von Emery County.
Die wirtschaftliche Basis der Gemeinde sind die Wilberg Mine, ein Kohlebergwerk, und ein Kohlekraftwerk der PacifiCorp bei Castle Dale. Dazu kommt langsam zunehmend der Tourismus im Manti La Sal National Forest oberhalb des Ortes.

## Geografie
Das Tal des Cottonwood Creeks ist das mittlere von drei Zuflüssen zum San Rafael River, der das Castle Valley durchquert und bewässert, bevor er zum Green River abfließt. Orangeville liegt am Ausgang des Flusstales aus dem Canyon vom Wasatch Plateau, zwischen der Utah State Route 29 und der Utah 57, die vom Castle Valley auf das Plateau führen. Entsprechend der Geländestruktur dehnen sich landwirtschaftliche Flächen am Fluss, südöstlich und südwestlich des Ortes und in einer kleinen Talstruktur im Nordwesten aus.

## Geschichte
Die indianische Besiedlung der Region geht bis in die Archaische Periode zurück. Die Fremont-Kultur hat unzählige Felsmalereien und Petroglyphen hinterlassen. Zum Zeitpunkt des ersten Kontakts mit Weißen war die Region Streifgebiet der Ute. Das Castle Valley liegt nahe dem Old Spanish Trail von Nuevo Mexico nach Alta California und wurde von weißen Händlern und Pionieren sporadisch besucht.
Die erste wirtschaftliche Nutzung der Region ging von Viehzüchtern aus dem Sanpete County jenseits des Wasatch Plateau aus, die ab 1875 ihre Herden in das Castle Valley führten. 1877 begann die systematische Besiedelung des Castle Valley durch Mormonische Pioniere, die von der Kirche Jesu Christi der Heiligen der letzten Tage (Mormonen) in das Tal gesandt wurden, um die Siedlungsregion zu beanspruchen, bevor es nicht-mormonische Siedler tun könnten.
Orangeville ging aus dem 1878 gegründeten Castle Dale hervor, das sich rund zehn Kilometer dünn besiedelt am Cottonwood Creek entlang zog. Es wurde 1880 offiziell vermessen und dabei in zwei Siedlungskerne, Upper Castle Dale und Lower Castle Dale, geteilt. Upper Castle Dale nannte sich 1882 in Orangeville um, als wegen eines neuen Postamtes ein eigener Name benötigt wurde. Der Name stammt von Orange Seely, dem ersten Bischof der Kirche Jesu Christi HLT im Castle Valley. Die Siedler kamen vorwiegend aus der Region um Manti jenseits des Wasatch Plateau als das Tal des Cottonwood Creek durch Bewässerungskanäle für die Landwirtschaft erschlossen wurde. Den Stadtstatus erhielt Orangeville im März 1921. Etwa um diese Zeit wurden auch die Kohle-Vorkommen am Hang des Wasatch Plateau erschlossen.
In den 1930er Jahren litt der Kohlebergbau unter der Great Depression, die Stadt erholte sich für mehrere Jahrzehnte nicht vom Rückgang der Arbeitsplätze. In den 1960er Jahren wurde der Cottonwood Creek in den Bergen zum Joe’s Valley Reservoir gestaut, wodurch nicht nur die Bewässerung der landwirtschaftlichen Flächen stabilisiert wurde, sondern auch ein heute beliebtes Freizeitgebiet mit Wassersport und Erholung um den Stausee geschaffen wurde.
In den 1970er Jahren errichtete die Utah Power and Light Company ein Kohlekraftwerk nahe Castle Dale, das auch Arbeitskräfte aus Orangeville beschäftigte. Es wird heute nach einer Fusion durch die PacifiCorp betrieben. Seitdem stieg die Bevölkerung der beiden Siedlungen am Cottonwood Creek deutlich an.
Außerhalb des Ortes eröffnete 2022 in einem ehemaligen Lagerhaus das San Rafael Energy Research Center, eine Forschungseinrichtung unter Beteiligung der Brigham Young University, die die Transformation der Region von fossilen Rohstoffen in eine CO2-freie Energieversorgung organisieren soll. Während das Kohlekraftwerk eine Betriebsgenehmigung bis 2042 hat, wurde 2023 beschlossen, es bis 2032 stillzulegen. Für die weitere Laufzeit soll zur Reduktion der Emissionen eine Reinigungsanlage nach dem Prinzip der Selektiven nichtkatalytischen Reduktion nachgerüstet werden. 2032 soll am selben Standort als Ersatz ein neuartiger Small Modular Reactor ans Netz gehen. Parallel werden in der Region erneuerbare Energien ausgebaut.
2019 wurde eine bedeutende Fossilien-Lagerstätte östlich des Ortes als Jurassic National Monument als Schutzgebiet der Bundesregierung ausgewiesen.